# 2018 en astronomie
2016 en astronomie - 2017 en astronomie - 2018 en astronomie - 2019 en astronomie - 2020 en astronomie 

## Événements

### Janvier

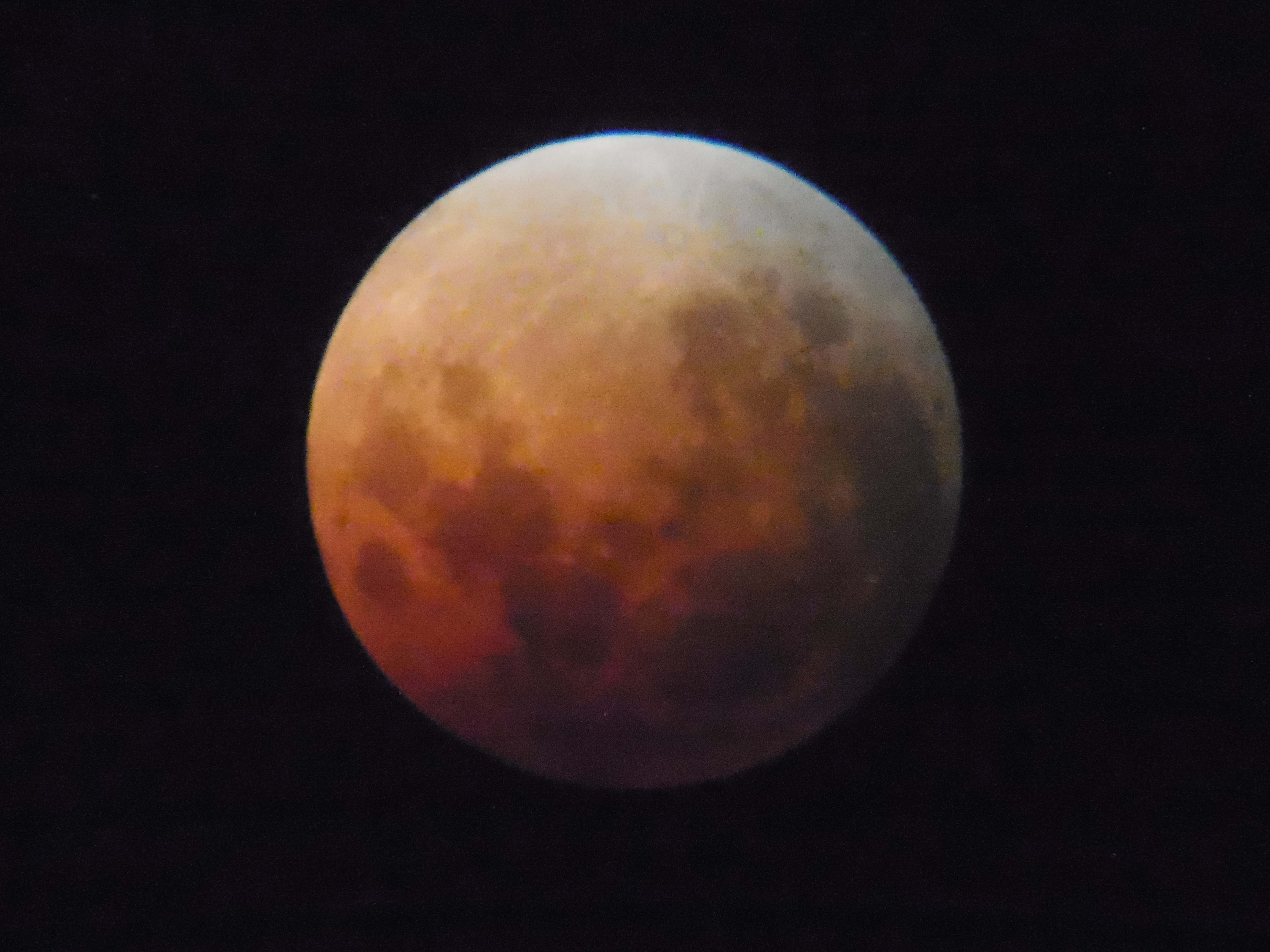
Éclipse lunaire du 31 janvier 2018 vue d'Australie.

- 1er janvier : extremum[pas clair][réf. nécessaire] de périgée lunaire avec une distance minimale Terre-Lune de 356 565 km.
- 3 janvier : la Terre se trouve à son périhélie[1].
- 15 janvier : le Soleil passe au méridien à Paris exactement à 13 heures (12 heures UTC).
- 31 janvier : éclipse totale de Lune, invisible en France, en superlune (plus grosse de 13 % par son grand rapprochement avec la Terre à moins de 360 000 km) et en lune bleue (deuxième pleine lune dans le même mois), événement qui ne s'est pas produit depuis 1858[réf. nécessaire].

### Février

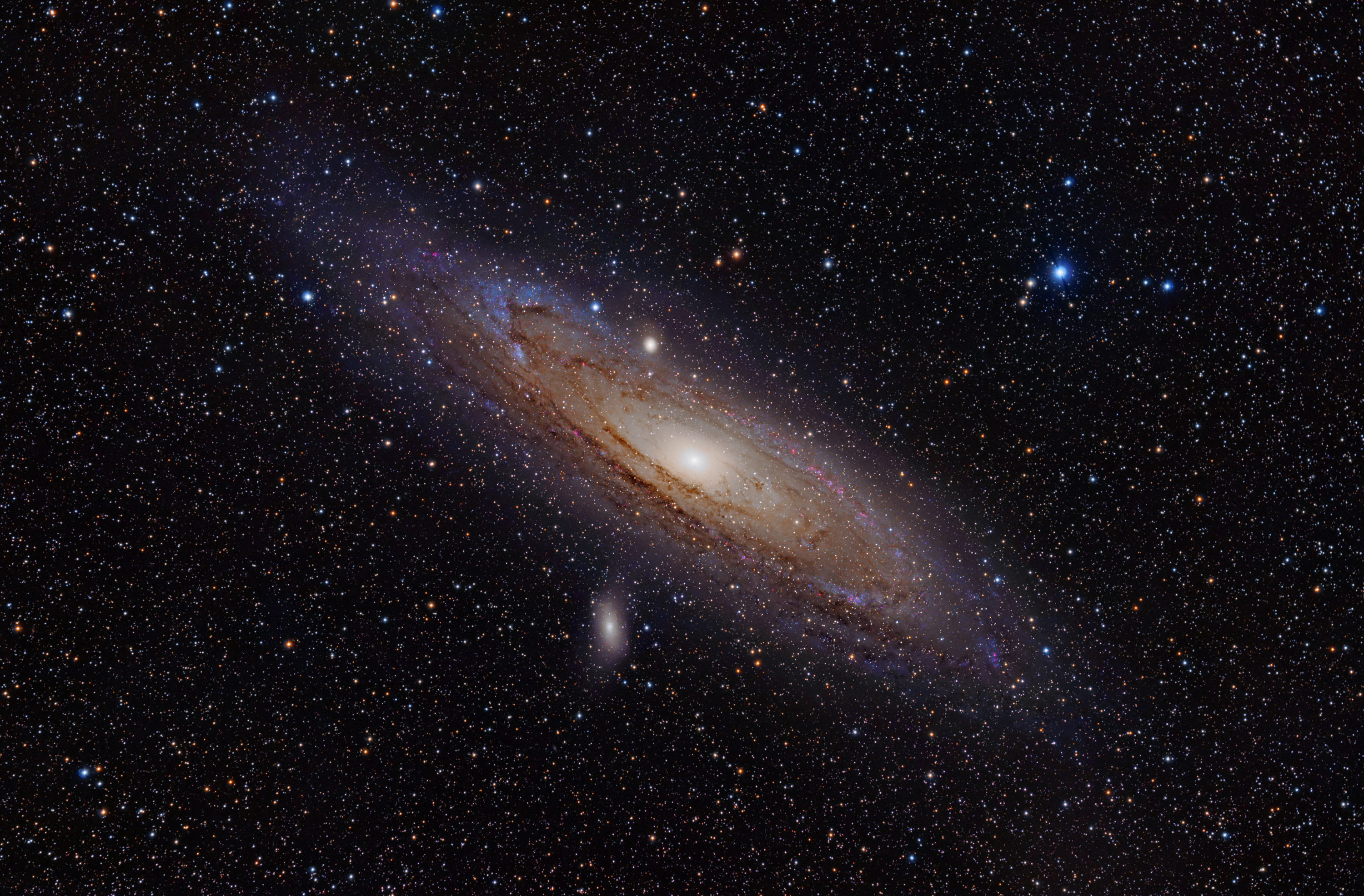
Galaxie d'Andromède née de la collision de deux autres galaxies.

- 3 février : après plus de 25 ans, (15760) 1992 QB1, le premier objet transneptunien découvert après Pluton et Charon, est nommé Albion d'après la mythologie de William Blake.
- 4 février :
  - l'astéroïde géocroiseur de type Apollon 2018 CB passe à 64 500 km de la Terre.
  - l'astéroïde (276033) 2002 AJ129 passe à environ 0,028 126 unité astronomique (4 207 600 km) de la Terre.
- 11 février : la proportionnalité de croissance des galaxies et de leur trou noir supermassif n'est pas respectée pour certaines galaxies[2].
- 13 février : première lumière du spectrographe ESPRESSO utilisant les quatre télescopes du VLT[3].
- 14 février : la galaxie d'Andromède est née de la collision de deux autres galaxies[4],[5],[6].
- 20 février : DES16C2nm est la plus lointaine supernova découverte à ce jour[Quand ?][7].
- 22 février : des super éruptions stellaires sur Proxima du Centaure ne sont pas favorables à la vie sur Proxima Centauri b[8],[9].

### Mars
- 2 mars : découvert le 26 février 2018, l'astéroïde géocroiseur 2018 DV1 (en) passe à 0,29 distance lunaire.

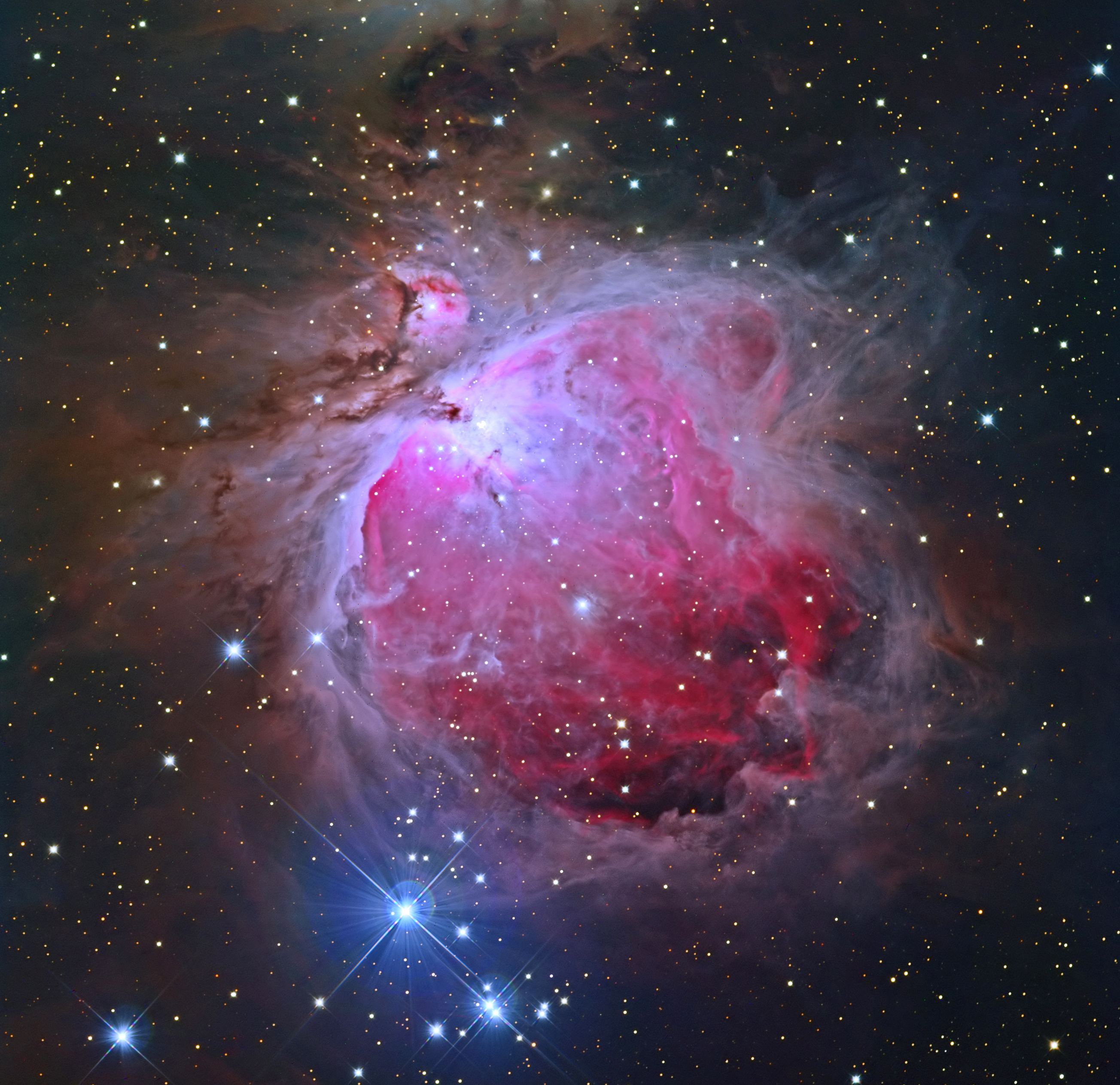
La nébuleuse d'Orion, génitrice d'étoiles.

- 3 mars : grande marée au coefficient de 110.
- 5 mars :
  - l'atmosphère d'exoplanètes de type super-Terre recréée en laboratoire[10].
  - annonce de la première lumière de l'instrument interférométrique MATISSE installé sur le VLTI[11],[12].
- 7 mars :
  - découvert le 10 novembre 2017, l'astéroïde géocroiseur 2017 VR12 (en) passe à 3,76 distances lunaires[13].
  - l'observation du diazénylium par ALMA dans la nébuleuse d'Orion montre que les étoiles naissent à partir de filaments ou fibres formées à partir de la collision du gaz interstellaire[14],[15].
  - 6 000 nouveaux cratères lunaires découverts grâce à l'intelligence artificielle[16],[17].
- 14 mars :
  - le Soleil passe au méridien à Paris exactement à 13 heures (12 heures UTC).
  - les amas globulaires favoriseraient la formation de trous noirs[18],[19].
- 20 mars :
  - à l'équinoxe, la durée du jour égale la durée de la nuit sur tous les points de la Terre. Le Soleil culmine plein sud (dans l'hémisphère Nord) à une hauteur égale à la colatitude du lieu d'observation, soit 41,2° pour Paris.
  - Vénus serait sujette à une forme de tectonique des plaques[20],[21].
- 27 mars : la galaxie NGC 1052-DF2 défie les théories concurrentes de la matière noire et de MOND[22],[23],[24],[25].
- 30 mars : la vie pourrait exister dans les nuages de Vénus[26],[27].

### Avril
- 2 avril :
  - annonce de la découverte de la plus lointaine étoile, surnommée Icare ou Icarus[28],[29].
  - observation d'un jet de plasma d'un quasar, grâce à RadioAstron[30].
- 4 avril : de nombreux trous noirs stellaires orbitent autour du trou noir supermassif Sagittaire A* de notre galaxie[31].
- 5 avril : découverte de la première étoile à neutrons située dans le Petit Nuage de Magellan à l'aide de l'instrument MUSE[32].
- 9 avril : Saturne aurait joué un rôle clef dans la formation des satellites galiléens de Jupiter[33],[34].
- 10 avril : les tornades solaires ne sont qu'un effet de perspective[35],[36].
- 12 avril : l'astronautique serait quasiment impossible sur les superterres et autres exoplanètes encore plus massives à cause de leur gravité[37],[38].
- 15 avril : découvert la veille, l'astéroïde géocroiseur 2018 GE3 (en) passe à 192 000 kilomètres de la Terre.
- 17 avril : l'astéroïde 2008 TC3, entré en collision avec la Terre le 7 octobre 2008, proviendrait d'une planète disparue[39],[40],[41].
- 18 avril :
  - lancement par une fusée Falcon 9, depuis le centre spatial Kennedy, du télescope spatial TESS, destiné à la recherche d'exoplanètes[42],[43].
  - Phobos et Déimos auraient été créés par les éjectas d'un impact d'un astéroïde avec Mars[44],[45].
- 22 au 23 avril : maximum de l'essaim de météores des Lyrides. Taux horaire zénithal 18 (peut être variable jusqu'à 90)[réf. nécessaire].
- 23 avril : la haute atmosphère d'Uranus contiendrait au moins 0,001 % de sulfure d'hydrogène[46].
- 25 avril :
  - publication de la deuxième version du catalogue de Gaia (Gaia DR2), contenant 1 692 919 135 étoiles[47].
  - ALMA et APEX montrent que la fusion de galaxies s'est déroulée très tôt dans l'histoire de l'Univers[48],[49].
  - les astronautes qui ont marché sur la Lune ont fait augmenter la température de celle-ci de 2 kelvins[50].

### Mai
- 2 mai : annonce de la première détection d'hélium dans l'atmosphère d'une exoplanète, en l'occurrence WASP-107 b[51].
- 5 mai : lancement par une fusée Atlas V, depuis la base de Vandenberg, de la sonde spatiale InSight, destinée à l'étude de la structure interne de Mars[52]. Elle est accompagnée des deux premiers CubeSat interplanétaires dénommés Mars Cube One[53].
- 9 mai : l'astéroïde carboné (120216) 2004 EW95, situé dans la ceinture de Kuiper, proviendrait du système solaire interne[54].
- 15 et 16 mai : l'astéroïde géocroiseur 2010 WC9 passe à environ 203 000 km (environ 0,53 distance lunaire) de la Terre[55] le 15 à 22 h 5 TDB puis à environ 434 000 kilomètres de la Lune le 16 à 4 h 6 TDB.
- 21 mai : l'astéroïde (514107) 2015 BZ509 aurait une origine extrasolaire[56].
- 31 mai : une nouvelle étude montre que la fusion d'étoiles à neutrons du 17 août 2017 a plutôt généré un trou noir qu'une nouvelle étoile à neutrons[57],[58].

### Juin
- 1er juin : Aterui II, le plus puissant supercalculateur destiné à l'astronomie, entre en opération[59].
- 2 juin : l'astéroïde Apollon 2018 LA entre en collision avec l'atmosphère terrestre au-dessus de l'Afrique australe huit heures après sa découverte[60].
- 7 juin : la NASA annonce la découverte de molécules organiques sur Mars[61].
- 13 juin : trois nouvelles exoplanètes découvertes grâce à une nouvelle méthode utilisée par ALMA[62].
- 20 juin : de la matière baryonique retrouvée dans des filaments de matière, entre les amas de galaxies[63],[64].
- 21 juin : solstice sur Terre, d'été dans l'hémisphère nord et d'hiver dans l'hémisphère sud.
- 22 juin : l'étude par MUSE et Hubble de la lentille gravitationnelle produite par la galaxie ESO 325-G004 valide la théorie de la relativité générale à ces grandes distances[65],[66],[67].
- 27 juin : 
  - la sonde japonaise Hayabusa 2 parvient à sa cible, l'astéroïde (162173) Ryugu[68],[69].
  - des variations de son orbite montrent que 1I/ʻOumuamua est en fait une comète[70],[71],[72].
  - découverte de macromolécules organiques échappées d'Encelade[73].

### Juillet

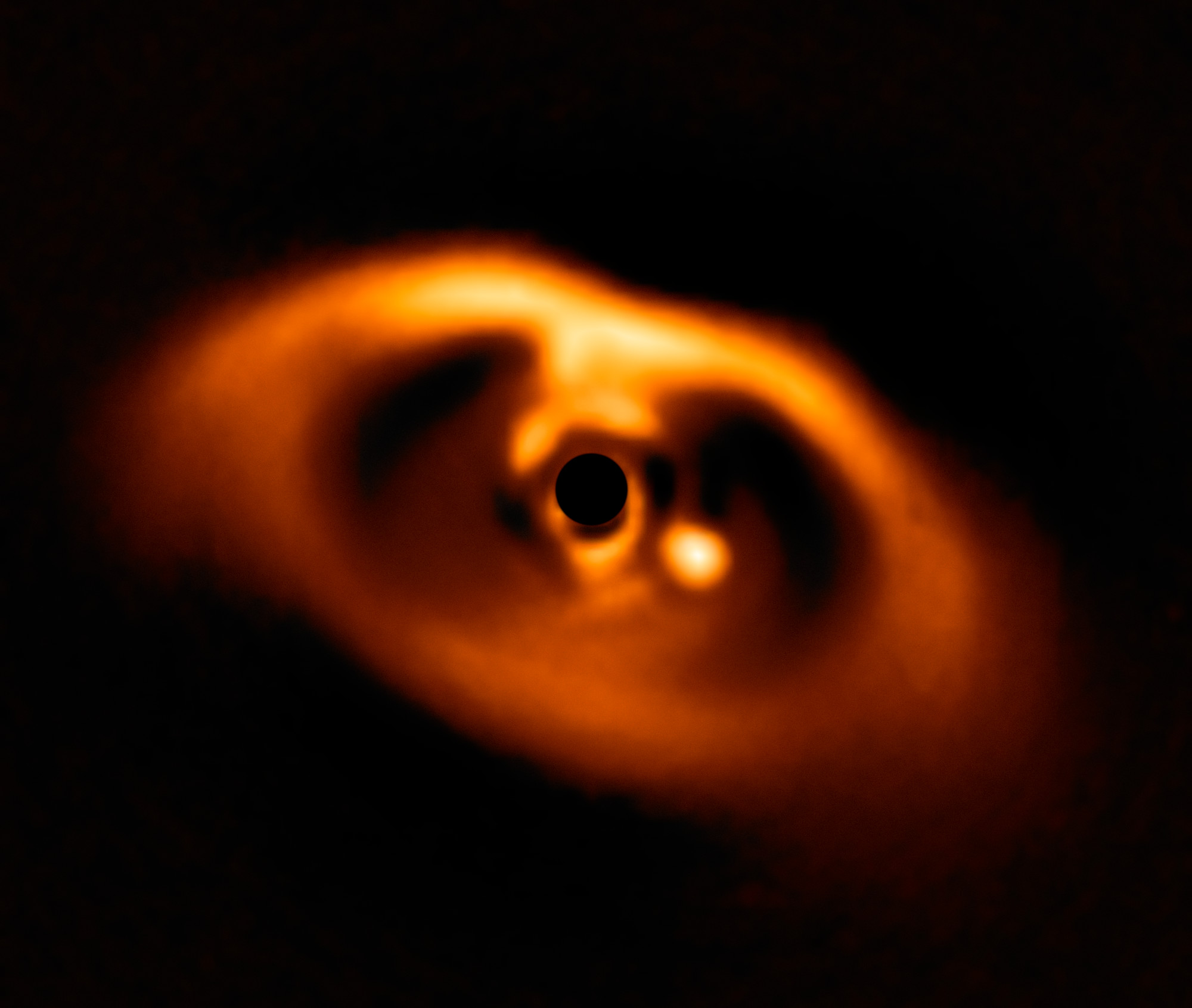
Protoplanète autour de l'étoile PDS 70.

- 2 juillet : l'instrument SPHERE du VLT prend la première photo d'une planète en formation[74].
- 6 juillet : la Terre se trouve à son aphélie[1].
- 8 juillet à 5 h 32 min 3 s UTC (± 156 secondes) : occultation, visible depuis l'Amérique du Nord, de GA0740:15020965, étoile de 15e magnitude (G=14,9), par (50000) Quaoar, gros objet de la ceinture de Kuiper (V=18,7). Les observations de cet événement permettront peut-être de déterminer la forme de Quaoar et, éventuellement, de valider que c'est une planète naine.
- 12 juillet : 
  - transit du système Terre-Lune devant le Soleil depuis Pluton. Le transit dure une dizaine d'heures et le transit de la Terre culmine à 9 h 52 UTC.
  - plus grande élongation de Mercure à l'est du Soleil, à 26,4°. Le soir - magnitude : +0.7
- 17 juillet : publication des résultats définitifs de la mission Planck, qui confirme le modèle standard de la cosmologie[75],[76].
- 24 juillet : l'échelle de Rio est révisée[77],[78].
- 25 juillet : 
  - la sonde spatiale Mars Express détecte un lac souterrain d'eau liquide de 20 km de large sous la surface de Mars[79].
  - FRB 180725A, le sursaut radio rapide de plus basse fréquence, est détecté par le radiotélescope CHIME[80].
- 26 juillet : Le consortium SKA-France adhère à l'organisation du Square Kilometre Array[81],[82].
- 27 juillet : 
  - opposition de Mars à 5 h 12 UTC. Distance à la Terre : 57,7 millions de km. Taille apparente : 24.2". Magnitude apparente : -2.8. Altitude maximale au méridien à Paris : 15,6°.
  - éclipse totale de Lune de 18 h 24 UTC à 22 h 18 UTC (maximum à 20 h 22 UTC), en partie visible en France dans la constellation du Capricorne. Éclipse de Lune visible comme partielle en France.
- 30 juillet : 
  - la terraformation de Mars est impossible avec les technologies actuelles[83],[84].
  - ALMA et NOEMA découvrent pour la première fois une molécule radioactive, dont l'origine est CK Vulpeculae[85].
- 31 juillet : plus faible périgée de Mars depuis le 28 août 2003 à 56 millions de km ; sa magnitude atteindra -2,7 et sa déclinaison sera de -25,6°, visible dans la constellation du Capricorne.

### Août
- 4 août : 
  - découverte d'eau dans l'atmosphère de Jupiter[86],[87].
  - 2014 MU69 occulte une étoile visible depuis le Sénégal[88].
- 11 août : éclipse partielle de Soleil visible dans le nord de l'Europe et de l'Asie.
- 12 août : lancement de la sonde solaire Parker[89].
- 12 au 13 août : maximum de l'essaim de météores des Perséides. Taux horaire zénithal de 100[réf. nécessaire].
- 13 août : Le parc national des Cévennes devient la plus grande réserve de ciel étoilé d'Europe[90].
- 15 août : annonce de la détection de fer et de titane dans l'atmosphère de KELT-9 b, une exoplanète de type Jupiter ultra-chaud.
- 17 août 2018: un bolide traverse le ciel de l'Alabama.
- 18 août : plus grande élongation de Vénus à l'est du Soleil, à 45,9°. Le soir - magnitude : -4,3.
- 20 août : 
  - confirmation par la NASA de la présence de glace d'eau sur la Lune, découverte en 2008 dans des cratères proches des pôles par la sonde Chandrayaan-1 envoyée par l'Organisation indienne pour la recherche spatiale[91],[92].
  - détermination de la masse de l'exoplanète Beta Pictoris b[93].
- Du 20 au 31 août : 30e assemblée générale de l'Union astronomique internationale, à Vienne, en Autriche[94].
- 26 août : plus grande élongation de Mercure à l'ouest du Soleil, à 18,3°. Le matin - magnitude : +0,1.
- 29 août : 
  - résultats contradictoires sur la mesure de la constante gravitationnelle[95],[96].
  - les astéroïdes géocroiseurs 2016 NF23 et 1998 SD9 passent près de la Terre[97],[98].

### Septembre
- 6 septembre : la sonde Juno découvre que Jupiter a trois pôles magnétiques[99].
- 16 septembre : TESS découvre sa première exoplanète, Pi Mensae c, autour de Pi Mensae[100],[101].
- 21 septembre : 
  - découverte d'une super-Terre autour de 40 Eridani A, ce qui réjouit les amateurs de Star Trek[102],[103].
  - observation d'une rotation différentielle chez des étoiles autres que le Soleil[104].
- 25 septembre : centième lancement d'Ariane 5.
- 28 septembre : l'Irlande devient le 16e membre de l'ESO[105].

### Octobre
- 1er octobre : le spectrographe MUSE visualise le rayonnement Lyman-alpha de l'Univers jeune[106].
- 3 octobre : 
  - la sonde spatiale Hayabusa 2 déploie l'atterrisseur MASCOT sur l'astéroïde (162173) Ryugu[107].
  - découverte de la plus grosse météorite de France sur la commune de Saint-Aubin[108].
- 4 octobre : annonce de l'observation, grâce à ALMA, de trois sillons dans le disque protoplanétaire entourant CI Tauri, sillons suspectés d'être dus à autant de planètes. Ces planètes potentielles s'ajoute au Jupiter chaud déjà connu, faisant du système le premier aussi jeune connu pour avoir quatre planètes géantes[109],[110].
- 9 octobre : seuls les satellites naturels Lune, Callisto, Titan et Japet, ainsi que peut-être l'exolune Kepler-1625 b I, peuvent avoir leurs propres satellites naturels[111],[112],[113].
- 17 octobre : annonce de la découverte du proto-superamas Hypérion, réalisée par le spectrographe multi-objets VIMOS installé sur le VLT[114],[115].
- 20 octobre : lancement de la sonde BepiColombo à destination de la planète Mercure par les agences spatiales européenne et japonaise[116],[117].
- 24 octobre : opposition d'Uranus à 0h46 UTC - distance (Terre) : 2,8 milliards de km - taille apparente : 3,7" - magnitude : +7,8. Altitude au méridien Sud à Paris : 34,4°.
- 29 octobre : l'Union astronomique internationale décide de renommer la loi de Hubble en loi de Hubble-Lemaître[118],[119].
- 30 octobre : arrêt de mission du télescope spatial Kepler[120].
- 31 octobre : les données de Gaia montrent la collision, il y a 10 milliards d'années, d'une ancienne galaxie, dénommée Gaïa-Encelade, avec la Voie lactée[121],[122].

### Novembre
- Du 1er au 3 novembre : 11e édition des Rencontres du Ciel et de l'Espace à la Cité des sciences et de l'industrie de Paris (RCE 2018).
- 4 novembre : 
  - occultation de l'étoile UCAC4-592-041455 dans la constellation des Gémeaux par l'astéroïde (164) Eva visible sur une bande qui traverse la France et la Belgique du sud au nord[123].
  - fin de mission de la sonde spatiale Dawn autour de la planète naine Cérès[124].
- 6 novembre : 
  - une nouvelle étude montre que les anneaux de Saturne ont une durée de vie de quelques centaines de millions d'années[125],[126].
  - observations d'une fontaine de gaz moléculaire dans l'amas Abell 2597[127].
  - plus grande élongation de Mercure à l'Est du Soleil, à 23,3°. Le soir - magnitude : 0
- 10 novembre : découverte de 2018 VG18, l'objet transneptunien le plus lointain observé à ce jour[Quand ?][128],[129].
- 14 novembre : découverte d'une superterre glacée autour de l'étoile de Barnard[130] ; des études ultérieures en 2021 et 2022 réfutèrent néanmoins cette découverte.
- 16 novembre : l'étoile HD 186302 serait née dans le même amas que le Soleil[131],[132].
- 26 novembre : la sonde spatiale InSight se pose avec succès sur Mars.
- 30 novembre : annonce de nouvelles observations d'ondes gravitationnelles[133],[134].

### Décembre
- 3 décembre : la sonde OSIRIS-REx, lancée le 8 septembre 2016, se met en orbite autour de l'astéroïde (101955) Bénou[135].
- 12 décembre : les exoplanètes de type Neptune chaud se transformeraient en superterres[136],[137].
- 14 décembre : pic d'activité des Géminides[138].
- 15 décembre : plus grande élongation de Mercure à l'Ouest du Soleil, à 21,3°. Le matin - magnitude : -0,2
- 18 décembre : bolide de la mer de Béring, un impact météoritique sur Terre.
- 19 décembre : HD 219134 b, 55 Cancri e et WASP-47 e sont les modèles d'une nouvelle classe d'exoplanètes[139],[140].
- 21 décembre : solstice sur Terre, d'hiver dans l'hémisphère nord et d'été dans l'hémisphère sud.
- 22 décembre : (163899) 2003 SD220 passe à 2 900 000 km de la Terre[141].

## Objets

### Comètes
En 2018, les comètes suivantes sont à l'honneur :
- C/2017 T1 (Heinze)
- 21P/Giacobini-Zinner passe au périhélie et au périgée le 10 septembre[142].
- 46P/Wirtanen, cible prévue initialement de la sonde Rosetta, passe au périhélie le 12 décembre et au périgée le 16 décembre[143].

### Phases de la Lune
Le tableau suivant résume les phases de la Lune pour l'année 2018, :
| #  | Nouvelle lune | Premier quartier | Pleine lune | Dernier quartier |
| -- | ------------- | ---------------- | ----------- | ---------------- |
|    |               |                  | 02/01       | 08/01            |
| 1  | 17/01         | 24/01            | 31/01       | 07/02            |
| 2  | 15/02         | 23/02            | 02/03       | 09/03            |
| 3  | 17/03         | 24/03            | 31/03       | 08/04            |
| 4  | 16/04         | 22/04            | 30/04       | 08/05            |
| 5  | 15/05         | 22/05            | 29/05       | 06/06            |
| 6  | 13/06         | 20/06            | 28/06       | 06/07            |
| 7  | 13/07         | 19/07            | 27/07       | 04/08            |
| 8  | 11/08         | 18/08            | 26/08       | 03/09            |
| 9  | 09/09         | 16/09            | 25/09       | 02/10            |
| 10 | 09/10         | 16/10            | 24/10       | 31/10            |
| 11 | 07/11         | 15/11            | 23/11       | 30/11            |
| 12 | 07/12         | 15/12            | 22/12       | 29/12            |

En gras : super lune.

### Conjonctions, oppositions et élongations
Conjonctions, oppositions et élongations notables entre le Soleil, la Lune, les planètes du système solaire, et des étoiles remarquables pour l'année 2018 :
| Date        | Heure (UTC) | Premier corps     | Distance angulaire | Deuxième corps    | Élongation solaire | Notes |
| ----------- | ----------- | ----------------- | ------------------ | ----------------- | ------------------ | --- |
| 7 janvier   | 03:40:50    | Mars (m=1,61)     | 13' S              | Jupiter (m=-1,61) | 58,8° O            | visible le matin à l'est en fin de constellation de la Balance                                                                                                   |
| 9 janvier   | 05:41:28    | Vénus             | 1° 13' S           | Pluton            | 0,5° E             | Vénus est en conjonction supérieure. Elle reste invisible pendant près de 2 mois.                                                                                |
| 13 janvier  | 06:48:57    | Mercure (m=-0,18) | 39' S              | Saturne (m=0,71)  | 20,2° O            | difficilement visible le matin à l'est en constellation du Sagittaire.                                                                                           |
| 24 janvier  | 17:14:05    | Mercure           | 1° 33' S           | Pluton            | 15,1° O            | |
| 21 février  | 14:19:55    | Vénus             | 35' S              | Neptune           | 10,5° E            | |
| 25 février  | 10:07:00    | Mercure           | 29' S              | Neptune           | 6,9° E             | |
| 5 mars      | 18:28:59    | Mercure           | 1° 24' N           | Vénus             | 13,4° E            | |
| 15 mars     | 15:09:35    | Soleil            | 18° 24'            | Mercure (m=0)     | 18° 24' E          | plus grande élongation de Mercure. |
| 18 mars     | 01:16:39    | Mercure           | 3° 53' N           | Vénus             | 16,4° E            | |
| 18 mars     | 18:08:38    | Lune              | - 7°43'            | Mercure           | 15° E              | |
| 18 mars     | 19:04:39    | Lune              | - 3°45'            | Vénus             | 16° E              | |
| 29 mars     | 00:13:21    | Vénus             | 4' S               | Uranus            | 19° E              | |
| 2 avril     | 11:53:07    | Mars (m=0,43)     | 1° 16' S           | Saturne (m=0,69)  | 93,7° O            | visible tard dans la nuit se prolongeant jusqu'au matin à l'est en constellation du Sagittaire.                                                                  |
| 26 avril    | 00:01:38    | Mars              | 1° 25' S           | Pluton            | 104,4° O           | |
| 29 avril    | 18:23       | Soleil            | 27° 01'            | Mercure (m=0,5)   | 27° 01' O          | plus grande élongation de Mercure pour l'année 2018. |
| 9 mai       | 00:39:01    | Soleil            | 180°               | Jupiter (m=-2,5)  | 180°               | opposition de Jupiter, hauteur maximale de 25,2°, lever à l'est vers minuit. Distance (Terre) : 658 millions de km - taille apparente : 44.7"                    |
| 12 mai      | 21:01:21    | Mercure           | 2° 24' S           | Uranus            | 22,2° O            | |
| 1er juin    | 01:04:02    | Lune              | 1° 38'             | Saturne           | 153° O             | visible au sud-est. |
| 27 juin     | 13:27:56    | Soleil            | 180°               | Saturne (m=0,0)   | 180°               | opposition de Saturne, hauteur maximum de 20° (18,8 ° à Paris), lever au sud-est vers minuit. distance (Terre) : 1,35 milliard de km - taille apparente : 18.4". |
| 27 juillet  | 05:13:18    | Soleil            | 180°               | Mars (m=-2,7)     | 180°               | opposition de Mars, avec un diamètre apparent de 24,3". |
| 14 août     | 13:34:20    | Lune              | + 6°16             | Vénus             | 44° E              | visible le soir à l'horizon ouest. |
| 17 août     | 17:31:06    | Soleil            | 45°56'             | Vénus             | 45°56' E           | plus grande élongation de Vénus, visible le soir. |
| 26 août     | 20:34:26    | Soleil            | 18°19'             | Mercure           | 18°19' O           | plus grande élongation de Mercure, visible le matin à l'horizon.                                                                                                 |
| 14 octobre  | 15:20:14    | Mercure           | 6° 49' N           | Vénus             | 15,8° E            | |
| 26 octobre  | 14:16:04    | Soleil            |                    | Vénus             | 0°                 | conjonction inférieure de Vénus, proche de la Terre à 42 millions de km.                                                                                         |
| 30 octobre  | 03:38:40    | Mercure           | 3° 16' S           | Jupiter           | 21,3° E            | |
| 27 novembre | 23:43:41    | Mercure           | 27' N              | Jupiter           | 1,5° O             | |
| 7 décembre  | 14:55:51    | Mars              | 2' S               | Neptune           | 88,3° E            | |
| 21 décembre | 14:43:06    | Mercure (m=-0,31) | 52' N              | Jupiter (m=-1,3)  | 20,1° O            | visible le matin à l'est dans la constellation du Scorpion. |

## Personnalités

### Prix
- Médaille James-Craig-Watson : Ewine F. van Dishoeck
- Prix Peter-Gruber de cosmologie : équipe Planck[147]
- Prix Kavli : Ewine F. van Dishoeck
- Prix Shaw en astronomie : Jean-Loup Puget[148]
- Prix Leslie-C.-Peltier de l'Astronomical League : Damian Peach
- Prix de physique fondamentale du Breakthrough Prize : Jocelyn Bell Burnell[149],[150],[151]

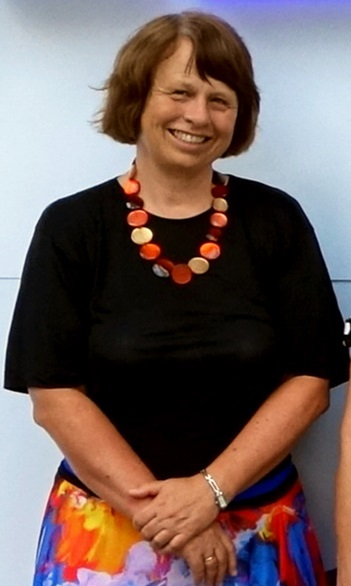
Ewine F. van Dishoeck, médaille James-Craig-Watson et prix Kavli
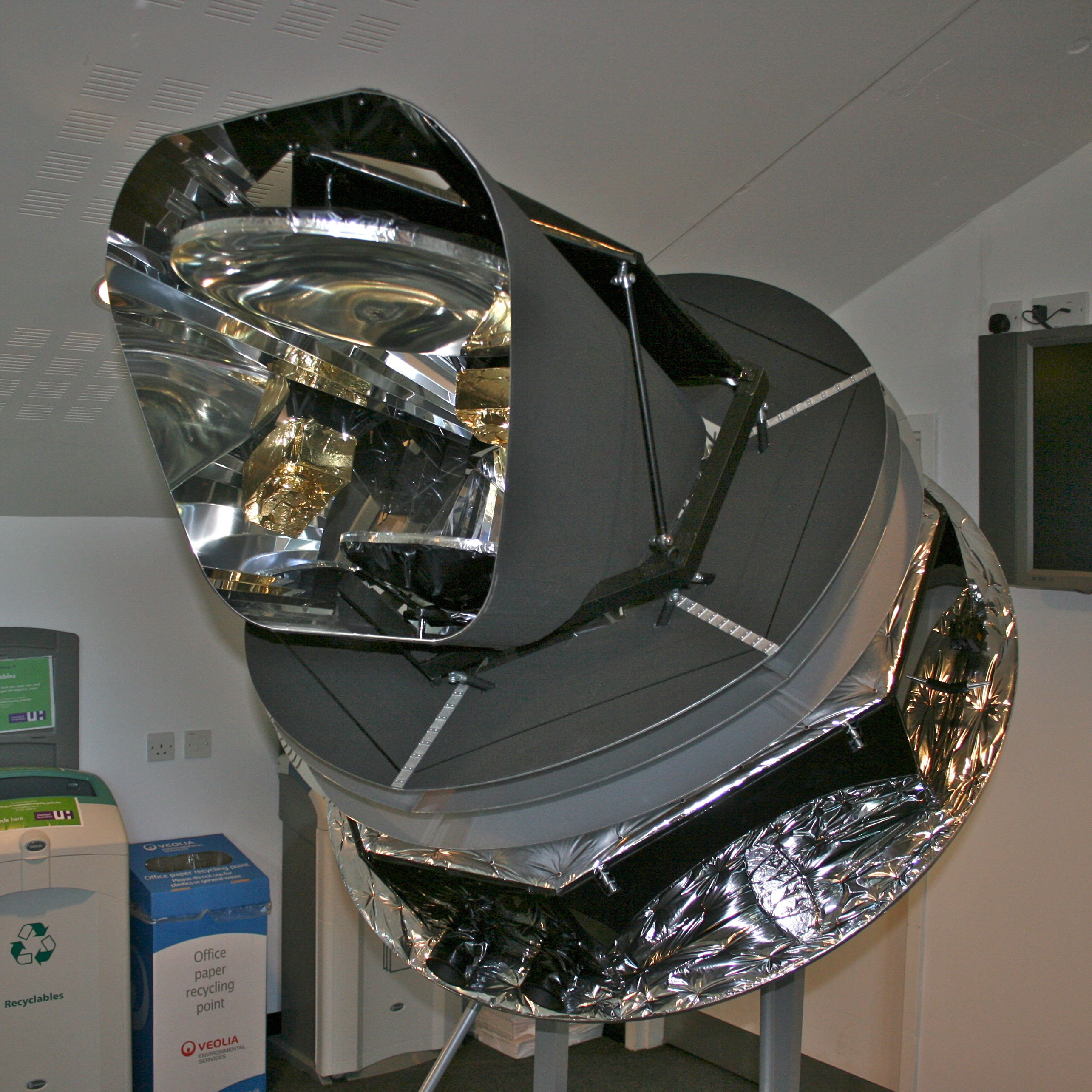
Équipe Planck, prix Peter-Gruber de cosmologie
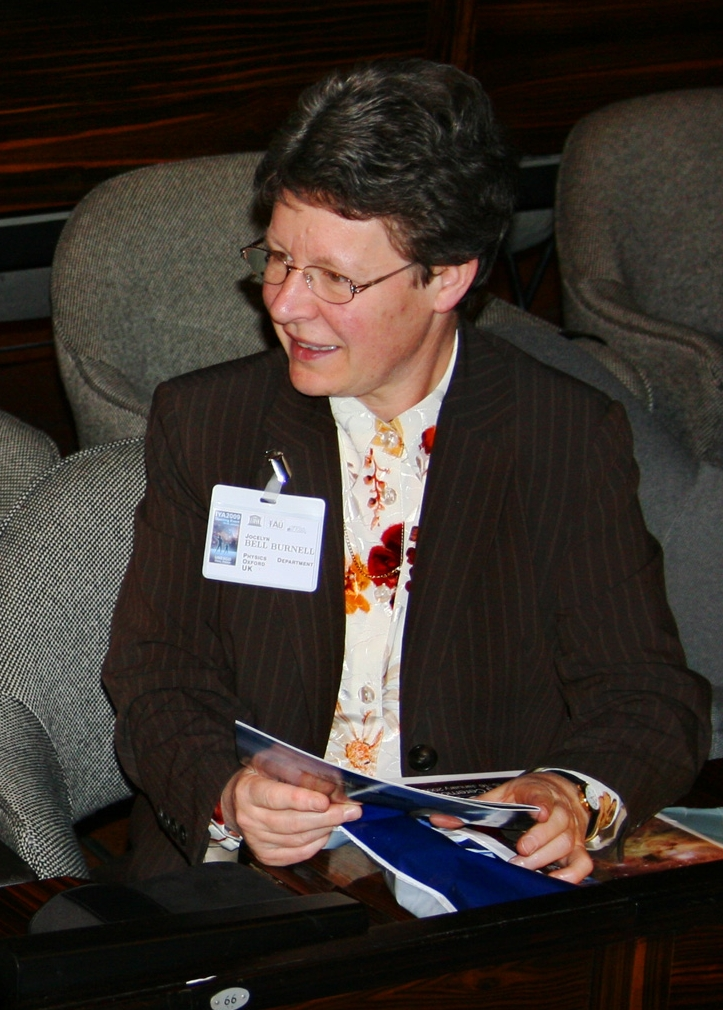
Jocelyn Bell Burnell, Prix de physique fondamentale du Breakthrough Prize

### Décès
- 5 janvier :
  - John Watts Young, à 87 ans, astronaute américain, neuvième homme qui a marché sur la Lune[152].
  - Thomas Bopp, astronome amateur américain, co-découvreur de la comète Hale-Bopp.
- 5 février : Yoshihide Kozai, à 89 ans, astrophysicien japonais, spécialiste de mécanique céleste dont un mécanisme porte son nom, président de l'Union astronomique internationale de 1988 à 1991.
- 6 février : Donald Lynden-Bell, à 82 ans, astrophysicien britannique, spécialiste des quasars.
- 14 mars : Stephen Hawking, à 76 ans, physicien britannique, spécialiste des trous noirs, qui a donné son nom au rayonnement de Hawking[153],[154].
- 26 mai : Alan Bean, à 86 ans, astronaute américain, quatrième homme qui a marché sur la Lune[155].
- 4 juin : Michael J. Belton, astronome américain.
- 17 août : Jean Kovalevsky, astronome français.
- 28 novembre : Andrea Milani Comparetti, mathématicien et astronome italien.
- 25 décembre : Nancy Grace Roman, astronome américaine, surnommée « Mère de Hubble »[156],[157].

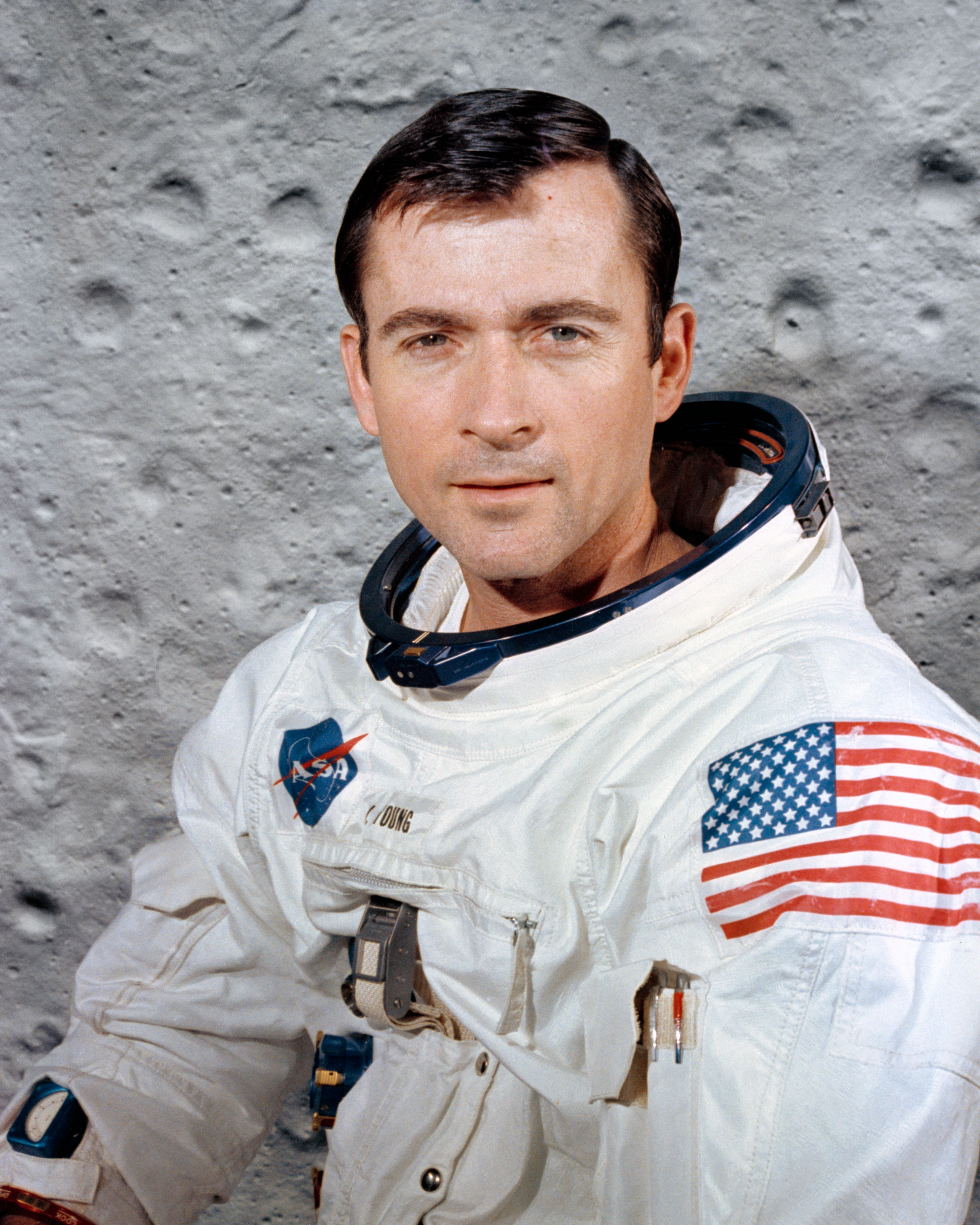
John W. Young (1930-2018)
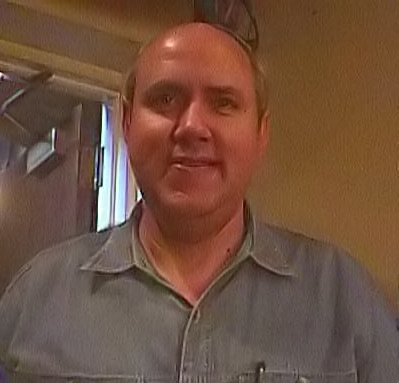
Thomas Bopp (1949-2018)
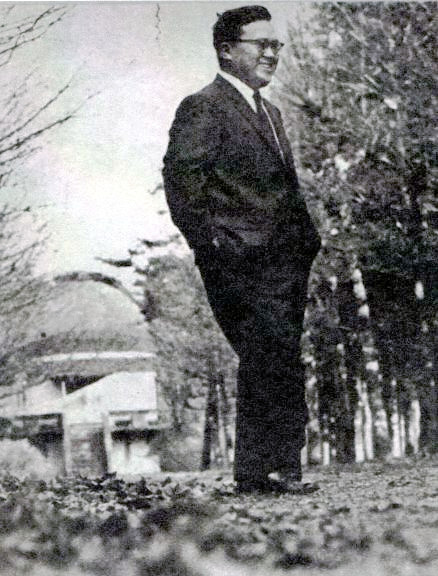
Yoshihide Kozai (1928-2018)
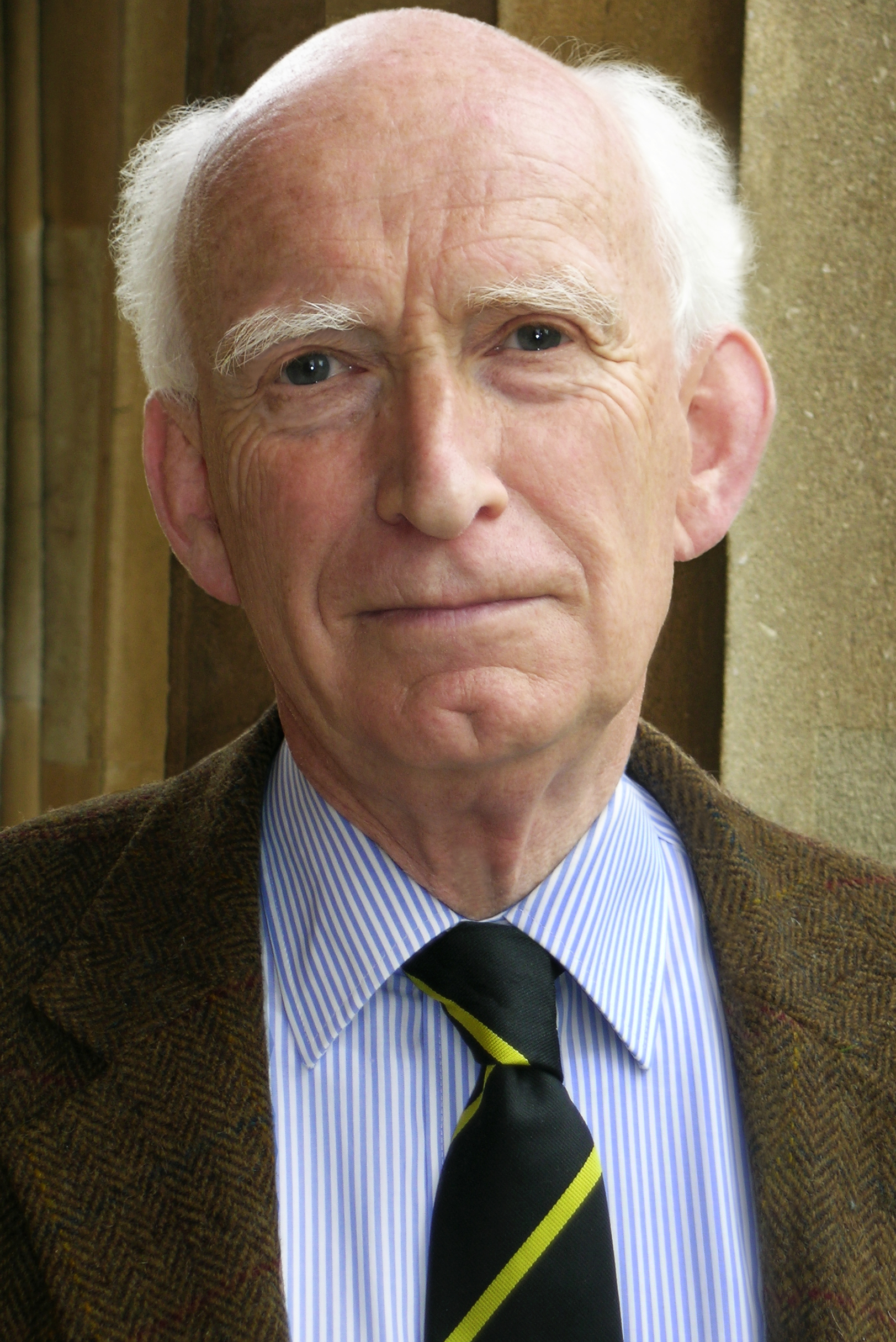
Donald Lynden-Bell (1935-2018)
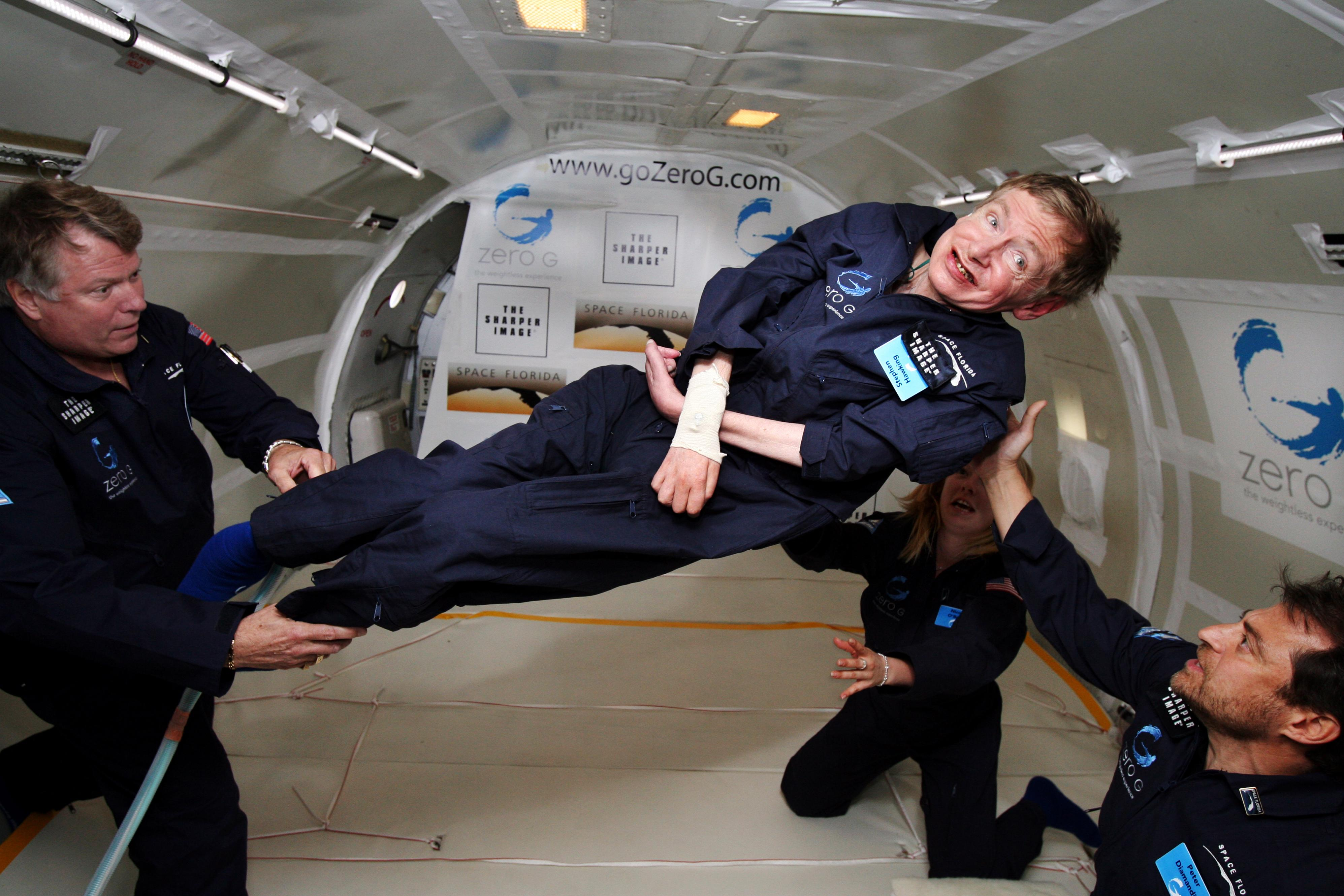
Stephen Hawking (1942-2018)
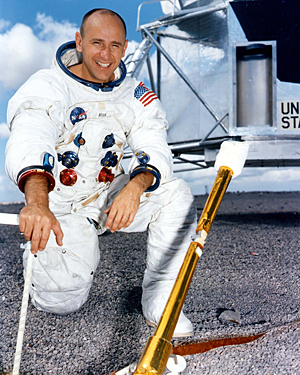
Alan Bean (1932-2018)
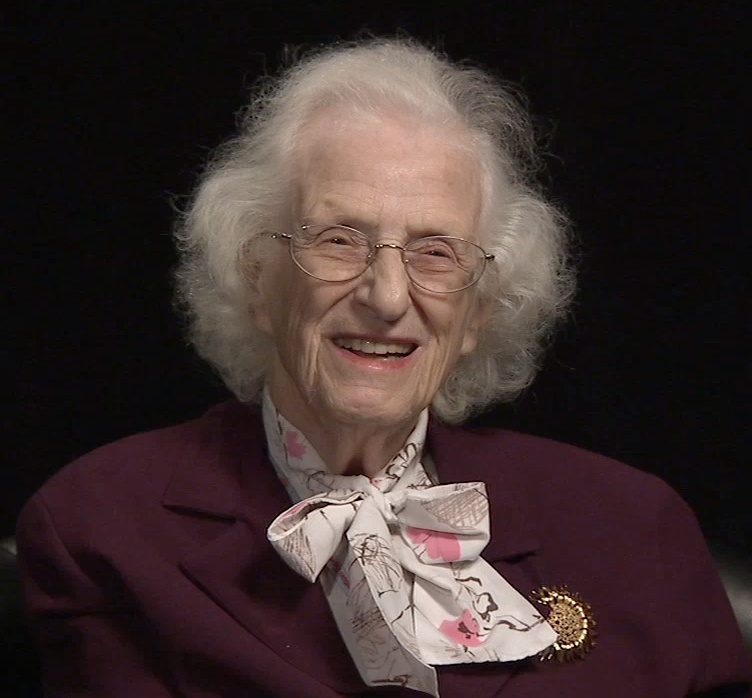
Nancy Grace Roman (1925-2018)